# تاریک‌ترین روزها
تاریک‌ترین روزها (به انگلیسی: Darkest of Days) یک بازی ویدئویی در سبک تیراندازی اول شخص که توسط ۸مانکی لبز توسعه یافته و بوسیله فانتوم ای‌اف‌اکس منتشر شده‌است. این بازی ابتدا در سپتامبر ۲۰۰۹ برای کنسول اکس‌باکس ۳۶۰ منتشر گردید و سپس از طریق استیم برای مایکروسافت ویندوز نیز در دسترس قرار گرفت.
بازیکن در جریان این بازی مهیج، سفر در زمان را تجربه می‌کند; که از بازه زمانی جنگ جهانی اول آغاز شده و تا جنگ داخلی آمریکا ادامه دارد. یک سازمان مرموز لحظاتی پیش از مرگ شخصیت اصلی، او را به زمانی دیگر نقل مکان می‌کند. در بازی ترکیبی از سلاح‌های آینده و کلاسیک قابل استفاده است و ماموریت‌ها تنوع زیادی دارند. مانند مخفی کاری، حمله با توپخانه یا کشتن تک تک دشمنان با اسلحه دوربین‌دار. بازیکن در ۵ دوره زمانی در هر دو جناح داستان مبارزه می‌کند و هر بار به اشتباه پیشین خود پی خواهد برد.